# АС4
АС4 (автомотриса служебная, 4-й тип) — серия служебных автомотрис, производимых Людиновским тепловозостроительным заводом.

## Описание
Кузов автомотрисы АС4 в базовом исполнении состоит из двух кабин машиниста, дизельного помещения (отсека) и пассажирского салона.
В дизельном отсеке установлены дизель ЯМЗ-240Д мощностью 320 л.с. и оборудование, необходимое для его обслуживания, а также компрессор и вспомогательный генератор.
Под пассажирским салоном на раме кузова подвешены гидропередача ГП-320 и синхронный генератор ДГ-82/4 мощностью 20 кВт, предназначенный для производства сварочных работ и питания электроинструмента. Привод ведущей колёсной пары осуществляется от гидропередачи через карданный вал и осевой редуктор.
Серийное производство машин АС4 началось в середине 1990-х годов.
Кроме базового исполнения АС4 меются ещё три модификации:
- АС4 четырёхосного исполнения (построена в единственном экземпляре — АС4-050)[2];
- АС4А (однокабинное исполнение; построено несколько экземпляров)[3][4][5];
- АС4МУ (серийное четырёхосное исполнение)[6].

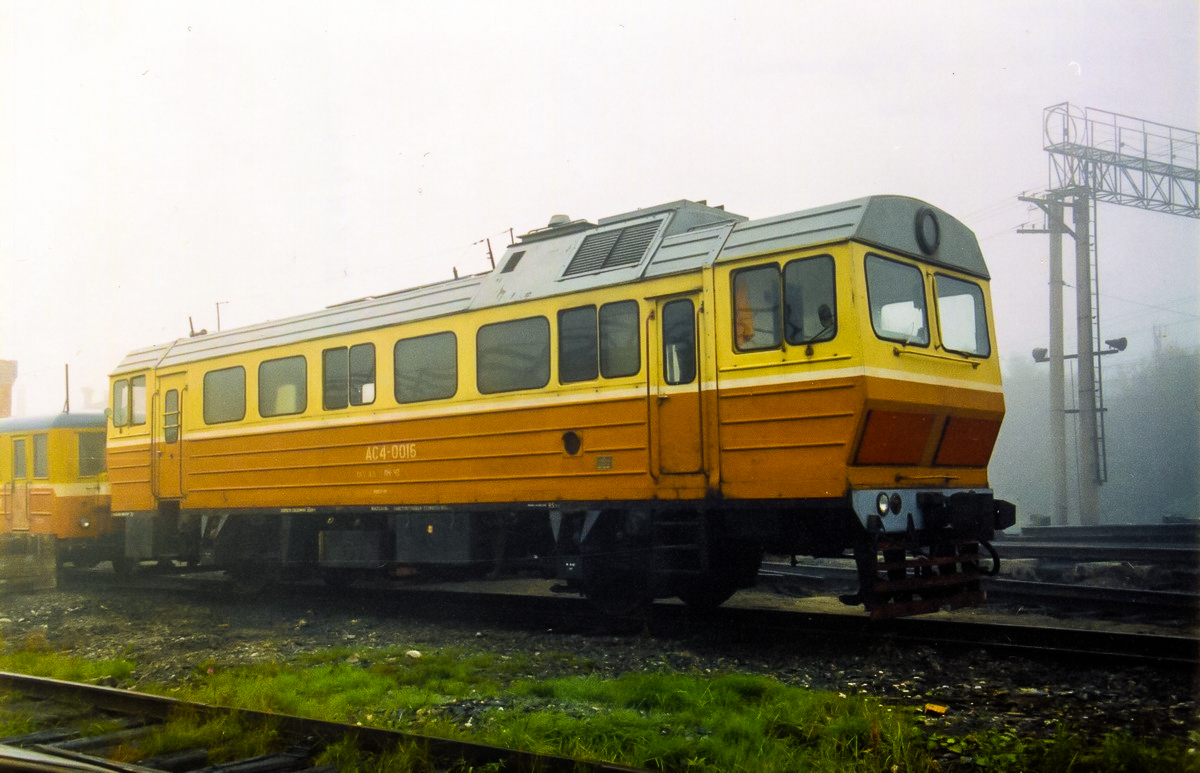
Двухосная АС4-0016 на станции Мурманск
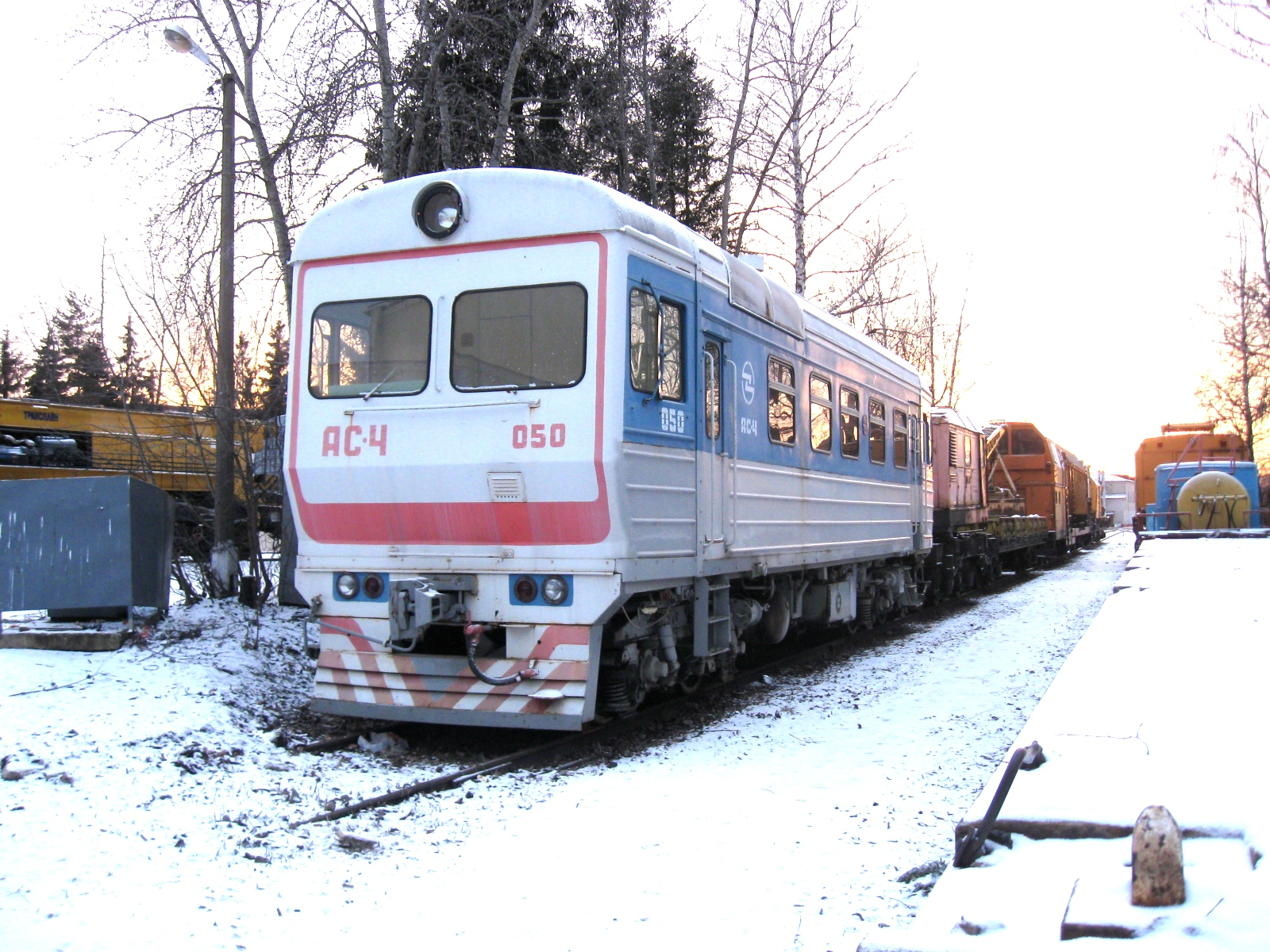
Четырёхосная АС4-050 на ЭК ВНИИЖТ. Вид на первую кабину и левый борт
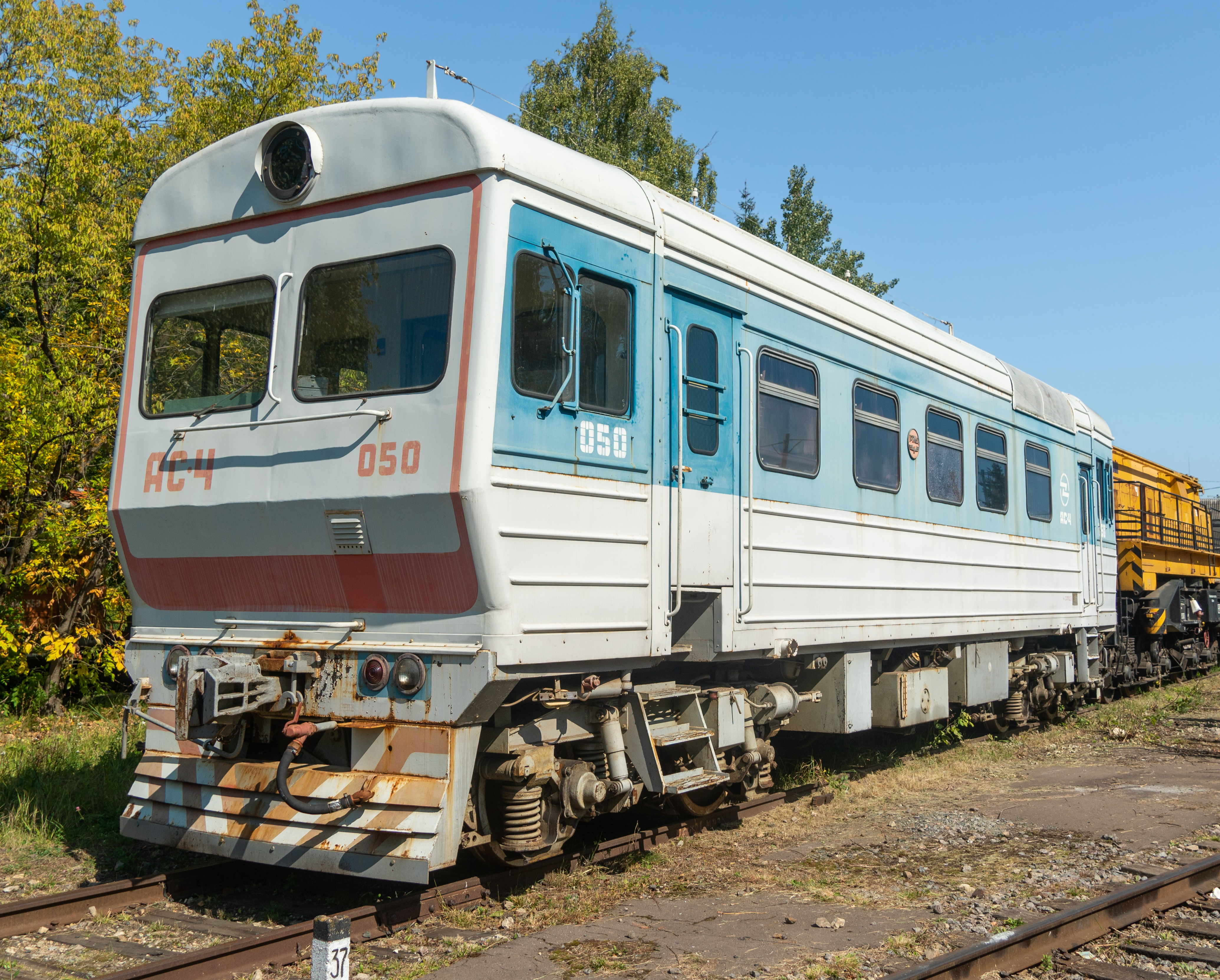
Четырёхосная АС4-050 на ЭК ВНИИЖТ. Вид на вторую кабину и правый борт

## АС4А
Является однокабинным вариантом автомотрисы для работы в составе служебных дизель-поездов СДП1 — СДП4. Имеются данные о постройке одного состава СДП1 (№ 003), а также двух СДП3 (№№ 01, 02). Таким образом, для комплектования составов по стандартным схемам должно было быть построено не менее пяти автомотрис АС4А.

## АС4МУ
Представляет собой четырёхосный вариант автомотрисы АС4. Также от базовой версии отличается планировкой салона.
Кузов автомотрисы АС4МУ опирается на две двухосные бесчелюстные тележки, одна из которых (под дизельным отсеком) тяговая. На раме кузова установлены две кабины машиниста, два пассажирских салона, разделённых тамбуром, моторный отсек, туалет и два служебных тамбура. Изменена конструкция окон (по аналогии с АС4-050). Силовое и вспомогательное оборудование и его расположения аналогичны автомотрисе АС4.

## Автомотрисы в музеях и на «вечных стоянках»
Известно как минимум о двух машинах АС4, сохранённых для истории:
- на станции Норильск-Сортировочный на изолированном отрезке пути на «вечную стоянку» установлена одна из первых АС4 (была отмечена как АС4-0001, но настоящий номер может быть другим);
- в Самарский железнодорожный музей (при СамГУПС) была передана АС4-0022.